# Acer linganense
Acer linganense là một loài thực vật có hoa trong họ Bồ hòn. Loài này được W.P.Fang & P.L.Chiu mô tả khoa học đầu tiên năm 1979.